# Scream Bloody Gore
Scream Bloody Gore es el primer álbum de la banda estadounidense de death metal Death. En este álbum, Chuck Schuldiner ejecuta el bajo y dos guitarras, la rítmica y la solista. La batería estuvo a cargo de Chris Reifert (futuro líder de Autopsy). Aunque algunas canciones ya estaban escritas, el resto del álbum (tanto música y letras) fueron escritas por ambos. El álbum está considerado como uno de los primeros álbumes de death metal junto a Morbid Visions de Sepultura (1986) y Seven Churches de Possessed (1985).
El grupo Dismember hace una versión de la canción -"Beyond the Unholy Grave-2 en su disco Indecent And Obscene.

## Sonido
Este álbum tiene un sonido sucio y algo opaco, pero cargado de furia y rapidez, teniendo en su mayoría tintes de thrash metal, característica de los primeros álbumes de death metal.

## Canciones
| Scream Bloody Gore |                      |                  |          |  |
| N.º                | Título               | Escritor(es)     | Duración |  |
| 1.                 | «Infernal Death»     | Chuck Schuldiner | 2:54     |  |
| 2.                 | «Zombie Ritual»      | Chuck Schuldiner | 4:35     |  |
| 3.                 | «Denial of Life»     | Chuck Schuldiner | 3:38     |  |
| 4.                 | «Sacrificial»        | Chuck Schuldiner | 3:43     |  |
| 5.                 | «Mutilation»         | Chuck Schuldiner | 3:30     |  |
| 6.                 | «Regurgitated Guts»  | Chuck Schuldiner | 3:47     |  |
| 7.                 | «Baptized in Blood»  | Chuck Schuldiner | 4:32     |  |
| 8.                 | «Torn to Pieces»     | Chuck Schuldiner | 3:38     |  |
| 9.                 | «Evil Dead»          | Chuck Schuldiner | 3:02     |  |
| 10.                | «Scream Bloody Gore» | Chuck Schuldiner | 4:35     |  |
| 37:54              |                      |                  |          |  |

## Pistas adicionales
| Scream Bloody Gore |                           |                  |          |  |
| N.º                | Título                    | Escritor(es)     | Duración |  |
| 1.                 | «Beyond the Unholy Grave» | Chuck Schuldiner | 3:08     |  |
| 2.                 | «Land of No Return»       | Chuck Schuldiner | 3:00     |  |
| 44:02              |                           |                  |          |  |

| Scream Bloody Gore - Relanzamiento europeo Century Media 1999 |                           |                  |          |  |
| N.º                                                           | Título                    | Escritor(es)     | Duración |  |
| 1.                                                            | «Beyond the Unholy Grave» | Chuck Schuldiner | 3:08     |  |
| 2.                                                            | «Land of No Return»       | Chuck Schuldiner | 3:00     |  |
| 3.                                                            | «Open Casket (En vivo)»   | Chuck Schuldiner | 4:49     |  |
| 4.                                                            | «Choke on It (En vivo)»   | Chuck Schuldiner | 5:58     |  |
| 54:09                                                         |                           |                  |          |  |

| Scream Bloody Gore - Relanzamiento europeo Century Media 2008 |                            |                  |          |  |
| N.º                                                           | Título                     | Escritor(es)     | Duración |  |
| 1.                                                            | «Beyond the Unholy Grave»  | Chuck Schuldiner | 3:05     |  |
| 2.                                                            | «Land of No Return»        | Chuck Schuldiner | 3:01     |  |
| 3.                                                            | «Denial of Life (En vivo)» | Chuck Schuldiner | 3:46     |  |
| 47:18                                                         |                            |                  |          |  |

## Créditos
- Chuck Schuldiner - Bajo eléctrico, guitarra solista, guitarra rítmica, voz y producción musical
- Chris Reifert - Batería
- Edward Repka - Diseño gráfico
- Randy Burns - Masterización, mezcla de audio y producción musical
- Alan Douches - remasterización y remezcla (reedición de 2016)

- Datos: Q513895

- - Alan Douches - masterización (reedición de 2014)

- Datos: Q513895